# Гань (Словаччина)
Гань (словац. Gáň) — село в окрузі  Ґаланта Трнавського краю Словаччини. Площа села 6,17 км². Станом на 31 грудня 2015 року в селі проживало 795 жителів.

## Історія
Перші згадки про село датуються 1113 роком.

## Населення
| Рік:            | 1994. | 2004.    | 2014.    | 2024.    |
| --------------- | ----- | -------- | -------- | -------- |
| Кількість осіб: | 620   | 695      | 780      | 885      |
| Різниця:        |       | +12,09 % | +12,23 % | +13,46 % |

| Рік:            | 2023. | 2024.   |
| --------------- | ----- | ------- |
| Кількість осіб: | 882   | 885     |
| Різниця:        |       | +0,34 % |